# ائتلاف بزرگ

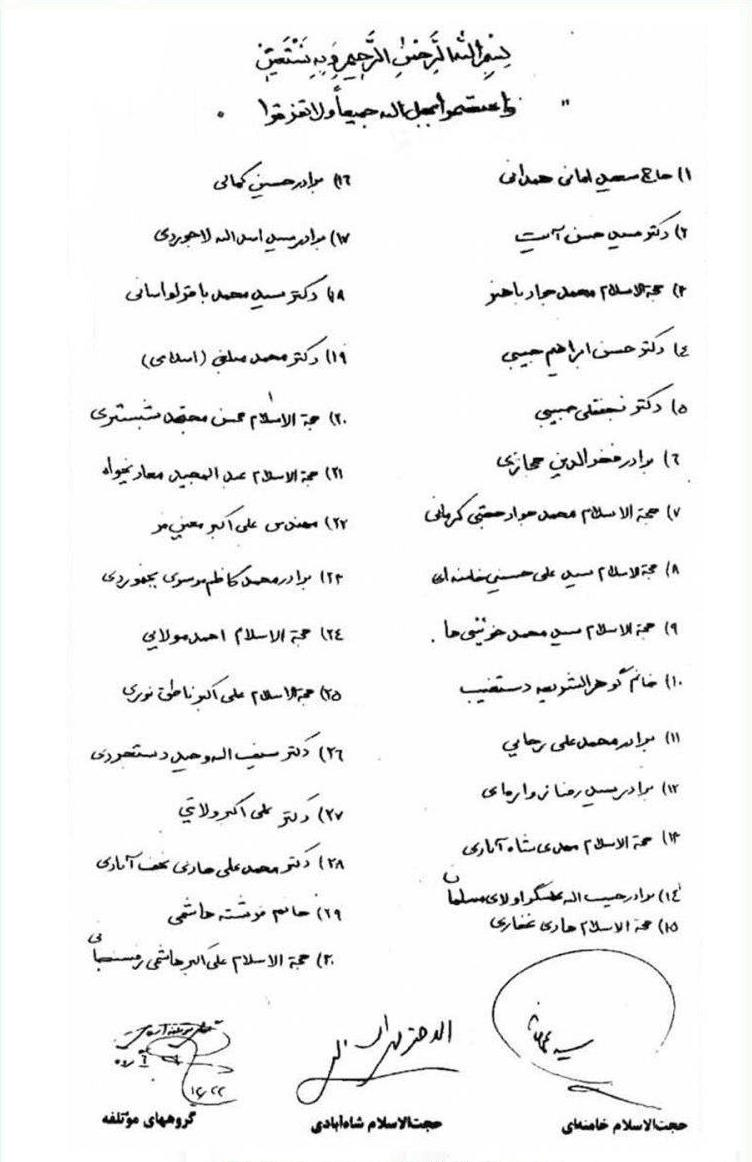
ائتلاف بزرگ نیروهای خط امام

ائتلاف بزرگ یک ائتلاف انتخاباتی در برگیرنده گروه‌های اسلام‌گرا در انتخابات مجلس شورای اسلامی (۱۳۵۹–۱۳۵۸) به رهبری حزب جمهوری اسلامی بود. گروه‌های کوچک بنیادگرای فراوانی به این ائتلاف پیوسته بودند.
از سایر گروه‌های برجسته این ائتلاف می‌توان جامعه روحانیت مبارز، سازمان مجاهدین انقلاب اسلامی، حزب مؤتلفه اسلامی و انجمن اسلامی معلمان ایران را نام برد.
این ائتلاف در انتخابات و به ویژه در استان‌ها پیروز شد و بیشینه مجلس را از آن خود کرد.